# Rudawka (Stara Ruda)
Rudawka (Ruda, Stara Ruda) – niewielka rzeka w Augustowie w województwie podlaskim.
Rudawka leży ok. 9 km na wschód od centrum Augustowa, przy granicy z gminą Płaska, w części miasta nazywanej Sajenek. Położona jest w rezerwacie Stara Ruda, powołanym w 1980 do ochrony jej źródlisk. Rudawkę otaczają lasy Puszczy Augustowskiej.
Rudawka płynie w górnej części zatorfionej rynnowej doliny polodowcowej, o łagodnym nachyleniu w kierunku południowo-zachodnim, a następnie wpada do jeziora Sajenko. Przez Sajenko, i dalej przez jeziora Sajenek i Sajno przepływa nurt, który wychodzi z zachodniej części Sajna jako Sajownica, dlatego też Sajownica bywa traktowana jako część Rudawki.
W partiach zalewowych doliny rośnie ols oraz łęg, w wyższych – bór mieszany torfowcowy oraz bór sosnowy. W okolicach Rudawki dominują gleby bielicowe i rdzawe.
Nazwy Rudawka i Stara Ruda pochodzą od rudni działającej w pobliżu od XVII w. do 1911. Na rzeczce zachowały się ślady tam piętrzących wodę oraz resztki żużlu. W latach 1938–1939 rozpoczęto kopanie kanału, który miał połączyć staw Swoboda z Rudawką i jeziorem Sajno, projekt nie został jednak zrealizowany.